# Шер Хан, Аслам
Аслам Шер Хан (хинди असलम शेर खान, англ. Aslam Sher Khan, 15 августа 1953, Бхопал, Индия) — индийский хоккеист (хоккей на траве), защитник. Бронзовый призёр летних Олимпийских игр 1972 года. Чемпион мира 1975 года.

## Биография
Аслам Шер Хан родился 15 августа 1953 года в индийском городе Бхопале.

### Спортивная карьера
Играл в хоккей на траве за школьную команду. В 1966 году получил приглашение в общеиндийский лагерь школьников-хоккеистов под руководством известного хоккеиста Рупа Сингха и был включён в сборную. Впоследствии выступал за Индийские авиалинии.
Учился в колледже в Бхопале, стал бакалавром естественных наук.
В 1972 году вошёл в состав сборной Индии по хоккею на траве на Олимпийских играх в Мюнхене. В матчах не участвовал, но в составе команды завоевал бронзовую медаль.
В 1976 году вошёл в состав сборной Индии по хоккею на траве на Олимпийских играх в Монреале, занявшей 7-е место. Играл на позиции защитника, провёл 5 матчей, забил 2 мяча в ворота сборной Малайзии.
В 1975 году выиграл золото на чемпионате мира в Куала-Лумпуре.
В апреле 2008 году, после того как полномочия Индийской хоккейной федерации были прекращены, был избран главой нового комитета, созданного Индийской олимпийской ассоциацией для управления этим видом спорта в стране.
Написал автобиографическую книгу «To Hell with Hockey».

### Политическая карьера
Дважды в 1984 и 1991 годах избирался депутатом нижней палаты индийского парламента Лок сабха. В 1989, 1996, 2004 и 2009 годах также участвовал в выборах, но проиграл. Представлял Индийский национальный конгресс.

## Семья
Отец Аслама Шер Хана Ахмед Шер Хан (1913—1967) также выступал за сборную Индии по хоккею на траве, в 1936 году завоевал золото на летних Олимпийских играх в Берлине.
Аслам Шер Хан женился в октябре 1981 года; имеет двоих сыновей, младший из них работает адвокатом в Нью-Йорке.